# صنعت نفت شیل

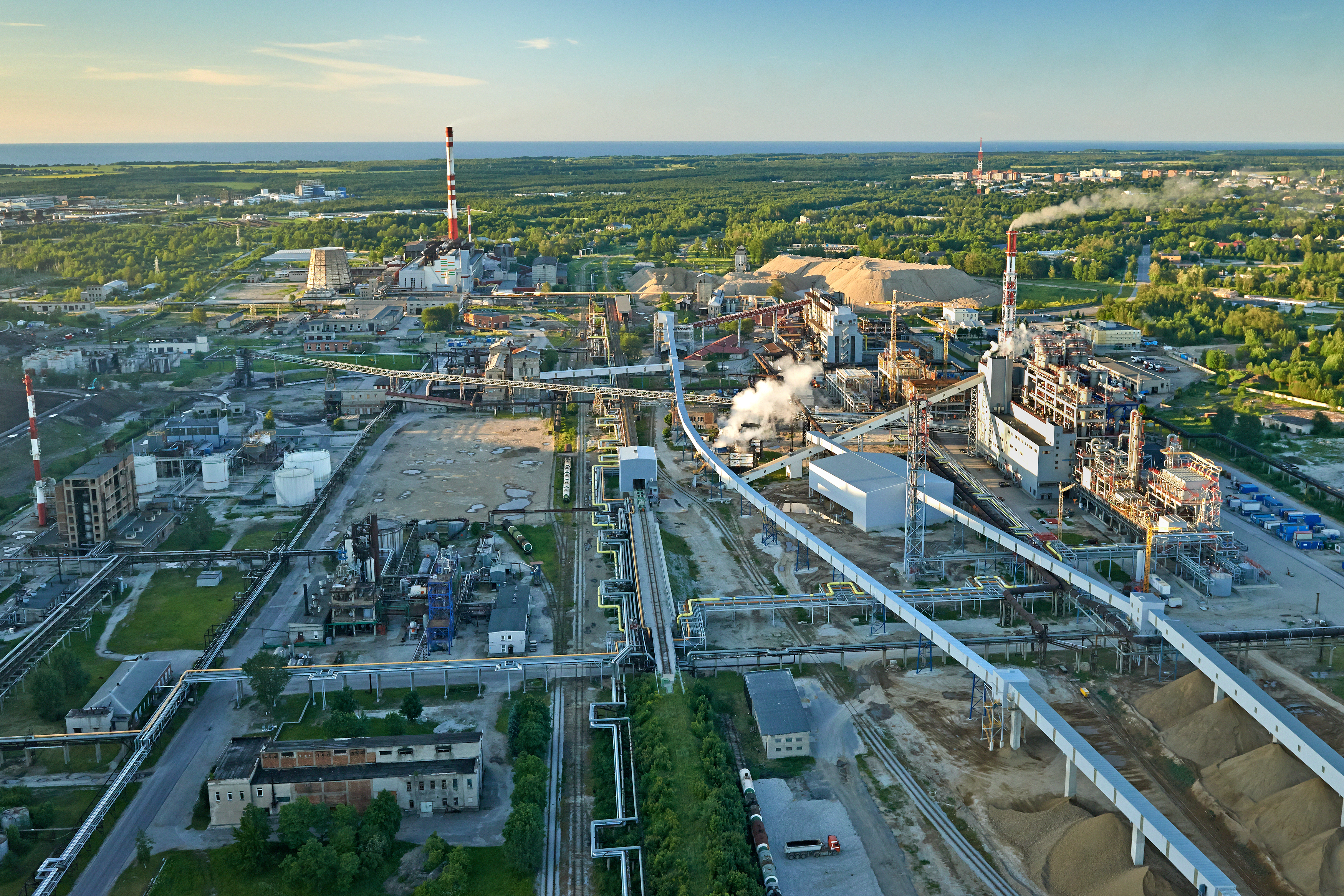
VKG Energia در استونی.

صنعت نفت شیل:  صنعت معدن و فرآوری نفت شیل - سنگ رسوبی ریز دانه ای(سنگ نفت‌زا)- است که حاوی مقادیر قابل توجهی کروژن (مخلوط جامد ترکیبات شیمیایی آلی) است که از آن می توان هیدروکربن‌های مایع تولید کرد. این صنعت در برزیل، چین، استونی و تا حدودی در آلمان و روسیه توسعه یافته است. چندین کشور دیگر در حال انجام تحقیقات بر روی  ذخایر نفت شیل خود و روش های تولید بهبودیافته هستند. استونی در مطالعه ای که در سال 2005 منتشر شد، حدود 70٪ از تولید نفت شیل جهان را به خود اختصاص می دهد.
نفت شیل از اوایل قرن 17 میلادی، زمانی که برای ذخایر مواد معدنی‌اش استخراج می شد، برای مقاصد صنعتی استفاده می شود. از اواخر قرن نوزدهم، نفت شیل هم به عنوان نفت و هم به عنوان سوخت با کیفیت پایین برای تولید انرژی مورد استفاده قرار گرفته است. با این حال، بجز کشورهایی که دارای ذخایر قابل توجهی از رسوبات نفت شیل هستند، استفاده از آن برای تولید برق متداول نیست. به همین ترتیب، نفت شیل منبع تولید نفت خام مصنوعی است و به عنوان راه حلی برای افزایش تولید داخلی نفت در کشورهایی که متکی به واردات هستند، دیده می شود.

## تاریخ

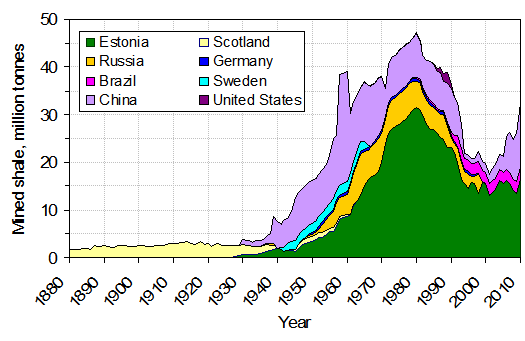
تولید شیل نفتی در میلیون تن متریک ، از سال 1880 تا 2010. منبع: پیر آلیکس ، آلن کی بورنهام.

نفت شیل از زمان های قدیم مورد استفاده بوده است. استخراج معادن صنعت نفت مدرن از سال 1837 در معادن اتون در فرانسه آغاز شد و پس از آن انگلیس ، آلمان و چند کشور دیگر شروع به استخراج کردند.  صنعت نفت شیل قبل از جنگ جهانی اول به دلیل تولید انبوه خودروها و کامیون ها و کمبود بنزین برای حمل و نقل ، شروع به رشد کرد. در سال 1924 ، نیروگاه برق تالین اولین نیروگاهی در جهان بود که از شیل های نفتی استفاده می کرد.
پس از پایان جنگ جهانی دوم ، استخراج نفت شیل به دلیل کشف منابع زیادی از نفت خام در دسترس و ارزان تر کاهش یافت.  با این حال، تولید نفت شیل در استونی، روسیه و چین به رشد خود ادامه داد.
به دنبال بحران نفت در سال 1973 ، صنعت نفت شیل در چندین کشور مجدداً شروع به کار کرد، اما در دهه 1980،  زمانی که قیمت نفت کاهش یافت، بسیاری از صنایع بسته شدند. صنعت جهانی نفت شیل از اواسط دهه 1990 دوباره رشد کرده است. در سال 2003 ، برنامه توسعه نفت شیل در ایالات متحده آمریکا آغاز شد و در سال 2005، برنامه لیزینگ تجاری برای نفت شیل و ماسه‌های نفتی معرفی شد.
از مه 2007 ، استونی به‌طور جدی مشغول بهره برداری از نفت شیل در مقیاس قابل توجهی است و 70٪  نفت شیل فرآوری شده جهان را به خود اختصاص می دهد. استونی از این لحاظ که رسوب نفت خام آن فقط  17٪  کل ذخایر  اتحادیه اروپا را تشکیل می دهد اما 90٪ انرژی خود را از رس های نفتی تولید می کند، منحصر به فرد است. صنعت نفت شیل در استونی برای 7،500 نفر شغل ایجاد کرده است که حدود 1٪ از اشتغال ملی است و 4٪ از تولید ناخالص داخلی کشور را تشکیل می دهد.

## استخراج
نفت شیل یا با روش‌های استخراج سنتی زیرزمینی یا با تکنیک‌های معدنکاری سطحی استخراج می شود. چندین روش استخراج معدن وجود دارد، اما هدف مشترک این روش‌ها تکه تکه کردن رسوبات نفت شیل به منظور انتقال قطعات رسوب شیل به نیروگاه برق است.
بزرگترین معدن نفت شیل جهان معدن استونی است که توسط انفیت کاواندوزوس اداره می شود. در سال 2005 ، استونی 14.8 میلیون تن نفت شیل استخراج کرد.در سال 2008 ، پارلمان استونی "برنامه توسعه ملی برای استفاده از نفت شیل 2008-2015" را تصویب کرد، که میزان استخراج سالانه نفت شیل را به 20 میلیون تن محدود می کند.

## تولید برق

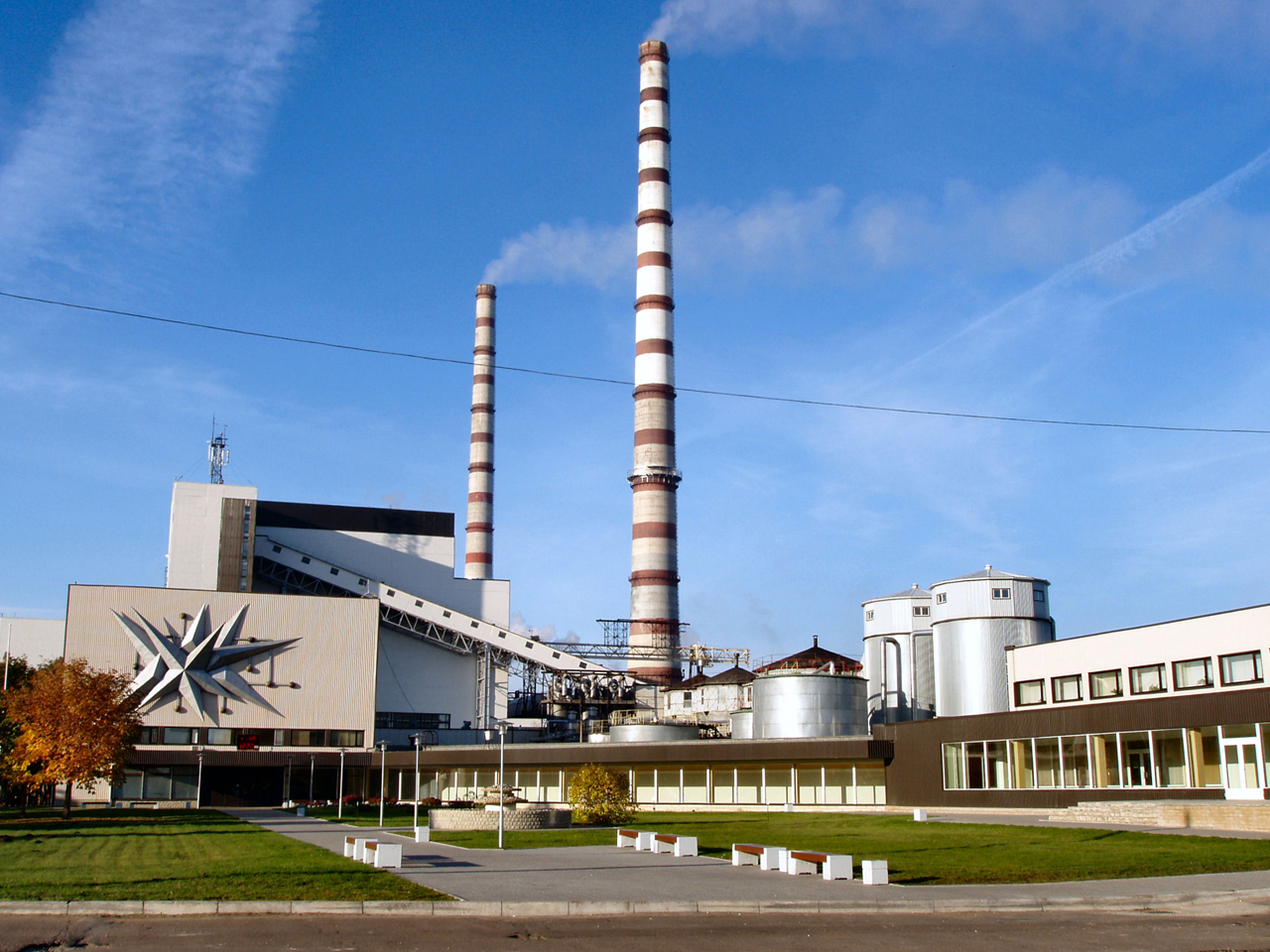
نیروگاه Eesti در ناروا ، استونی.

نفت شیل می تواند به عنوان سوخت در نیروگاههای حرارتی مورد استفاده قرار گیرد، که در آن نفت شیل مانند زغال سنگ برای هدایت توربین های بخار سوزانده می شوند. از سال 2012 ، نیروگاه هایی با سوخت شیل نفتی در استونی با ظرفیت تولید 2967 مگاوات (MW)، چین و آلمان وجود دارد. همچنین اسرائیل ، رومانی و روسیه نیروگاه هایی با سوخت شیل را داشته‌اند، اما آنها را خاموش کرده یا به سایر سوخت ها مانند گاز طبیعی سوق داده اند. اردن و مصر برنامه های خود برای احداث نیروگاه های با شعله نفتی را اعلام کرده اند، در حالی که کانادا و ترکیه قصد دارند نفت شیل را به همراه زغال سنگ در نیروگاه ها بسوزانند.
بیش از 60 نیروگاه در سراسر دنیا وجود دارد که از فن آوری CFBC برای احتراق زغال سنگ و لیگنین استفاده می کنند، اما فقط دو واحد جدید در نیروگاه های ناروا در استونی و یک واحد در نیروگاه هوادان در چین از فناوری CFBC برای نفت شیل استفاده می کنند. پیشرفته ترین و کارآمدترین فناوری احتراق نفت شیل ، احتراق بستر سیال تحت فشار (PFBC) است. با این حال ، این فناوری هنوز ناقص و در سطوح ابتدایی است.

## استخراج نفت

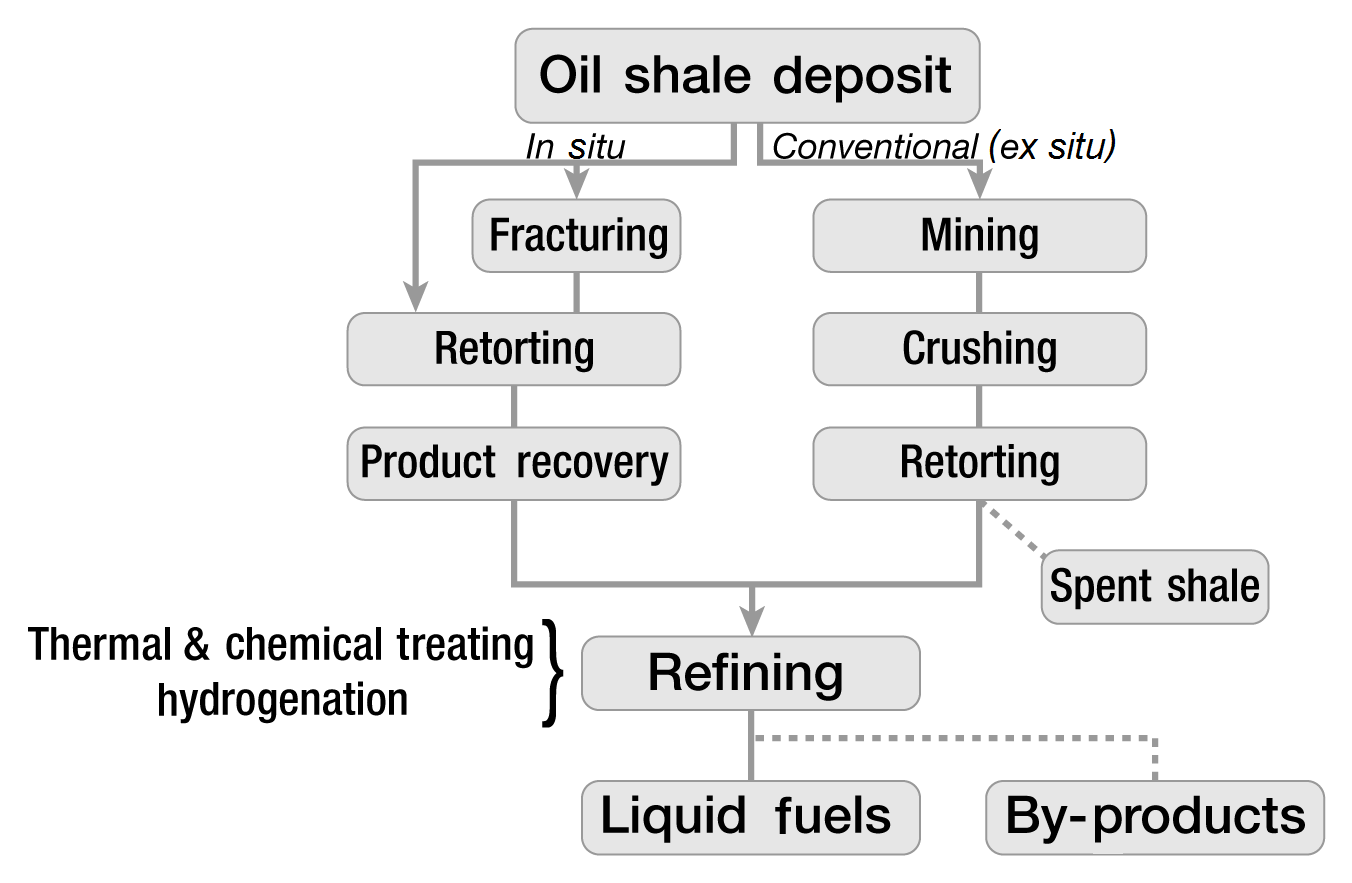
نمای کلی استخراج نفت شیل

عمده ترین تولید کنندگان نفت شیل چین و استونی هستند. برزیل با فاصله سوم است و استرالیا ، ایالات متحده آمریکا ، کانادا و اردن تصمیم به راه اندازی یا شروع مجدد تولید نفت شیل دارند.  براساس مصوبه شورای جهانی انرژی ، در سال 2008 کل تولید نفت شیل 930،000 تن، برابر با ۱۷٬۷۰۰ بشکه در روز (۲٬۸۱۰ متر مکعب در روز) بود، که چین 375،000 تن، استونی 355،000 تن، و برزیل 200 تن آن را تولید می‌کرد. در مقایسه، تولید نفت و گاز طبیعی در همان سال 3.95 میلیارد تن معادل ۸۲٫۱۲ میلیون بشکه در روز (۱۳٫۰۵۶ میلیون متر مکعب در روز) بود.       .

## اقتصاد

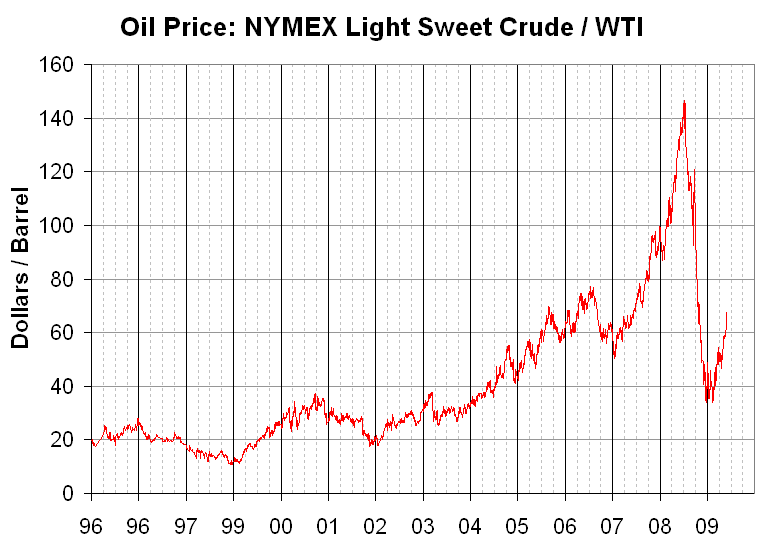
قیمت های نفت خام شیرین NYMEX NYMEX 1996 – 2009 (برای تورم تعدیل نشده است)

میزان نفت شیل قابل دسترسی اقتصادی نامعلوم است. تلاشهای گوناگون برای توسعه ذخایر نفت شیل خام تنها در شرایطی موفقیت آمیز بوده است که هزینه تولید نفت شیل در یک منطقه معین به زیر قیمت نفت خام یا سایر جایگزین‌ های آن برسد. مطابق نظرسنجی انجام شده توسط شرکت RAND ، هزینه تولید هر بشکه نفت شیل در یک مجتمع فرضی در ایالات متحده (شامل یک معدن، کارخانه بازگردانی، کارخانه ارتقاء،  صنایع پشتیبان آب و برق و هزینه برای احیای شیل) بین 70 تا 95 دلار آمریکا (440-600 دلار در مترمربع 3 )، به ارزش سال 2005 بوده است. با فرض افزایش تدریجی تولید پس از شروع تولید تجاری، تجزیه و تحلیل پروژه های کاهش هزینه ها، 30-40 $ کاهش هزینه به ازای هر بشکه ($ 190-250 / متر 3) پس از رسیدن به نقطه عطف  ۱ میلیارد بشکه (۱۶۰ میلیون متر مکعب) را پیشبینی می كند. رویال داچ شل اعلام کرده است که فناوری Shell ICP در هنگام رسیدن قیمت نفت خام به بالاتر از 30 دلار به ازاي هر بشکه (190 دلار در مترمکعب 3 ) سودآور خواهد بود، در حالی که برخی از فناوری هاي ديگر در مقیاس کامل تولید سودآوری را با قیمت نفت حتی پایین تر از 20 دلار به ازاي هر بشکه (130 $ / متر 3) اعلام مي‌كنند. 
آب مورد نياز در فرآيند بازيافت شيل هاي نفتي از لحاظ اقتصادي نیازمند بررسی است: اين امر ممكن است در مناطق با كمبود آب مشكل ايجاد كند.

## ملاحظات زیست محیطی
استخراج نفت شیل با اثرات زیست محیطی همراه است که در معادن روی زمین برجسته تر از معادن زیرزمینی است. این اثرات شامل زهکشی اسیدی ناشی از اکسیداسیون مواد دفن شده قبلی، ورود فلزات از جمله جیوه  به آبهای سطحی و زیرزمینی، افزایش فرسایش، انتشار گازهای گوگردی و آلودگی هوا ناشی از تولید ذرات در حین عملیات، حمل و نقل و فعالیتهای پشتیبانی است. در سال 2002، حدود 97٪ آلودگی هوا، 86٪ از کل زباله ها و 23٪ آلودگی آب در استونی از صنعت برقی حاصل شده است که از نفت شیل به عنوان منبع اصلی برای تولید انرژی خود استفاده می کند.
فعالان محیط زیست ، از جمله اعضای Greenpeace، اعتراضات شدیدی را علیه صنعت نفت شیل ترتیب داده اند. در یک نتیجه، منابع انرژی کوئینزلند پروژه پیشنهادی نفت شیل استوارت را در استرالیا در سال 2004 به حالت تعلیق درآورد.